# Fred Perowne
Fred Perowne (* 26. Januar 1978 in Sherbrooke, Québec, Kanada) ist ein ehemaliger serbisch-kanadischer Eishockeyspieler, der den Großteil seiner Karriere bei Vojvodina Novi Sad spielte.

## Karriere
Fred Perowne spielte zunächst für die Mannschaft des Colby Colleges in der Division III der National Collegiate Athletic Association. 2001 wechselte er nach Europa und schloss sich dem HK Vojvodina Novi Sad, wo er mit Ausnahme der Spielzeit 2003/04, als er für die Heerenveen Flyers in der niederländischen Ehrendivision spielte, bis zu seinem Karriereende 2011 aktiv war. Mit dem HK Vojvodina gewann er 2002 und 2003 die jugoslawische Meisterschaft.

### International
Nach seiner Einbürgerung spielte Perowne international für Serbien bei den Weltmeisterschaften 2009 und 2011 in der Division II sowie 2010 in der Division I.

### Trainerkarriere
2010 betreute Perowne die serbische U18- und die serbische U20-Auswahl bei den jeweiligen Weltmeisterschaften der Division II. Seit 2013 ist er für die Cree Nation Bears in Kanada tätig.

## Erfolge und Auszeichnungen
- 2002 Jugoslawischer Meister mit dem HK Vojvodina Novi Sad
- 2003 Jugoslawischer Meister mit dem HK Vojvodina Novi Sad
- 2009 Aufstieg in die Division I bei der Weltmeisterschaft der Division II, Gruppe A